# 福性寺

## 福性寺
福性寺（ふくしょうじ）は、徳島県東みよし町にある真言宗御室派の寺院である。山号は宝生山。本尊は延命地蔵菩薩。阿波西国三十三観音霊場13番札所。四国三十六不動霊場7番札所の遥拝所と納経所。
天長5年（828年）弘法大師空海の開基で、当時は岩屋寺と称し東西5町南北10町に金堂・講堂・谷ノ坊・大日坊・冷泉坊・奥ノ坊・神通坊の七堂伽藍が聳え、八反歩の蓮池があったとされている。その後、天正年間の長曽我部の兵火の影響を受けたと云われている。ミニ四国霊場は本寺の本堂前祠から東の谷間を登り加茂不動院へ至り西の谷間を下って本堂前への数キロに及ぶ。
- 本堂
- 鎮守社祇園大権現祠、ミニ四国霊場1番祠・88番祠、善光寺祠、加茂不動院祠
- 観音堂：子安観音菩薩
- 護摩堂
- 鐘楼堂
- 加茂不動院遥拝所
- 納経所
- 歌碑：浩「一樹なる心奥白き梅の花 咲きつゞくなりこの世を超えて」が下の段の駐車場脇にあり。

## 加茂不動院
御詠歌：神通の　岩屋寺とは　申せども　よろずの罪を　くだく龍王　
福性寺の奥之院で四国三十六不動霊場の7番札所。縁起によると空海が一夜彫りしたといわれる石造の本地・波切不動明王の梵字型が安置されており神式で奉られている。本尊・漆谷不動尊、脇神・不動谷大権現として闘病平癒、豊作祈願、雨乞いの霊験で古くから世人に崇敬されてきた。福性寺より約2Km登山した山中にあり、車道で行くと天空の古墳・丹田古墳が約0.5km手前にあり、そこからは林道がギリギリなので古墳前に駐車して歩いた方がよい。福性寺内に遥拝所が設置されていて、納経も福性寺でする。
本堂の裏へ約3分行くと渓流があり、周辺に石仏が点在していて、鉄板の橋を渡り渓流沿いに約10分登ると落差約25mの神通の滝があり、雨乞いの滝として古くから尊重されてきた。滝の左横の窪みには不動明王石像が祀られ行者によって滝行が行われる。
- 加茂不動院の所在地北緯34度1分28.05秒 東経133度55分56.19秒

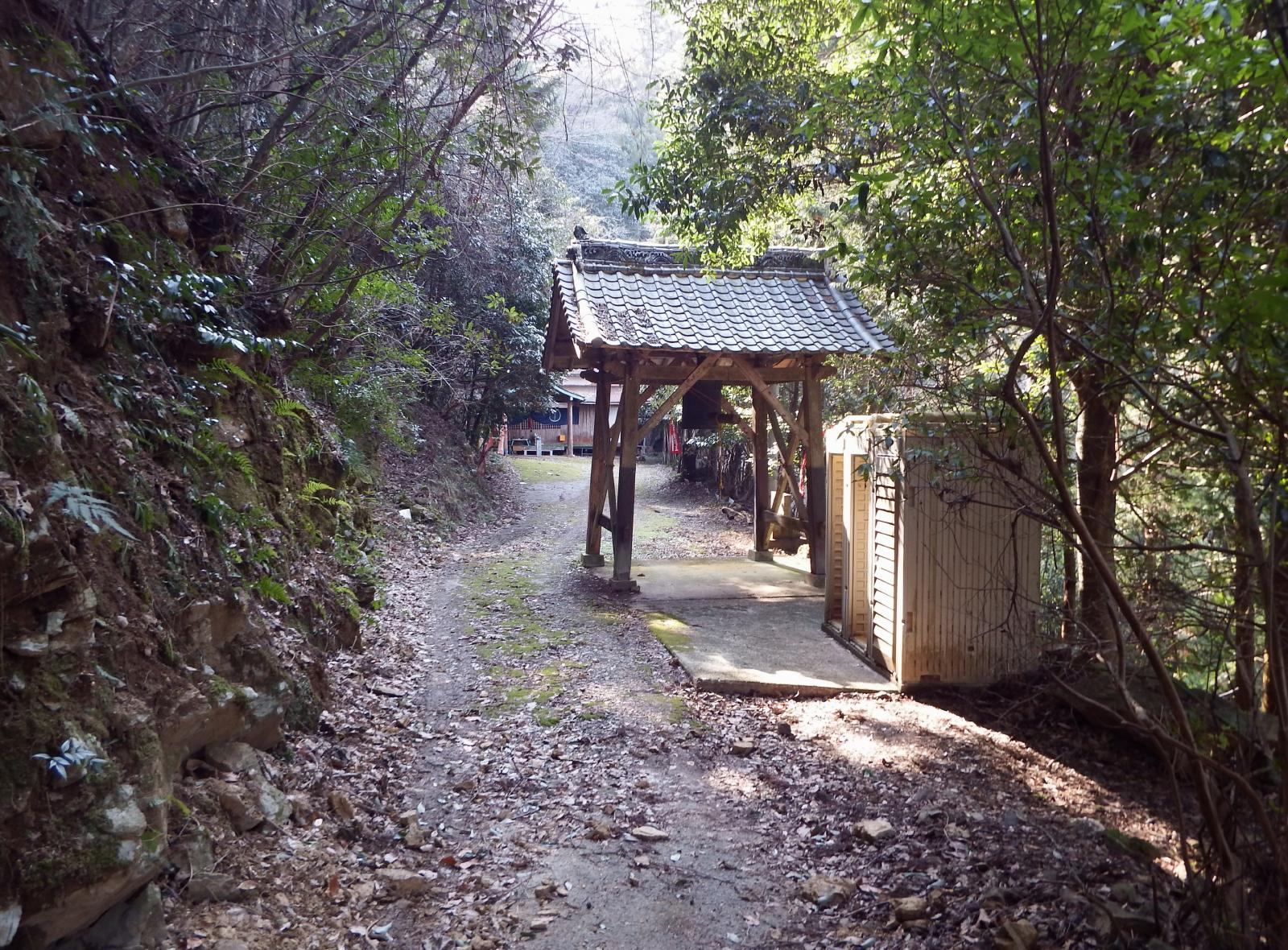
加茂不動院の境内
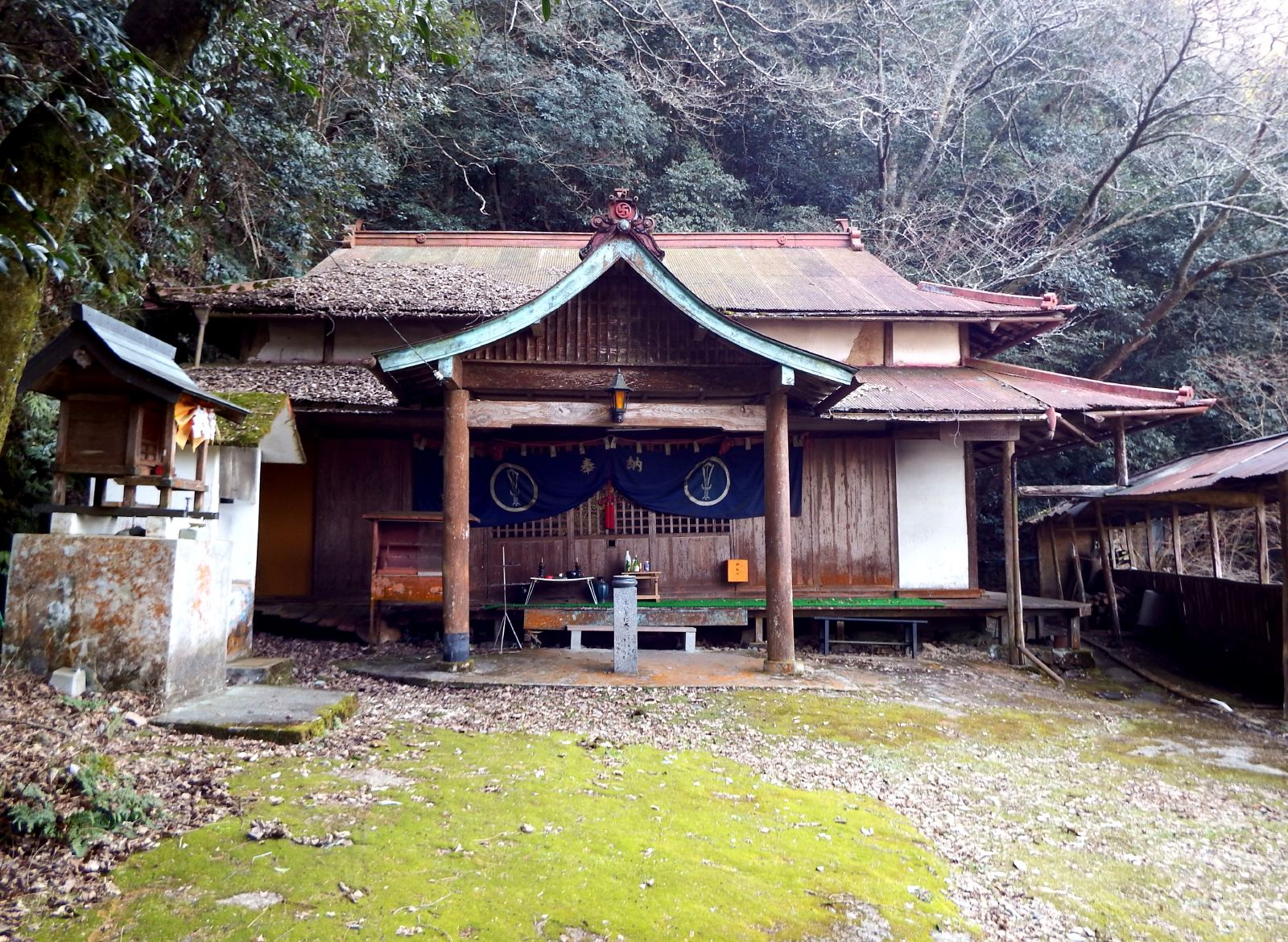
加茂不動院の本堂拝殿
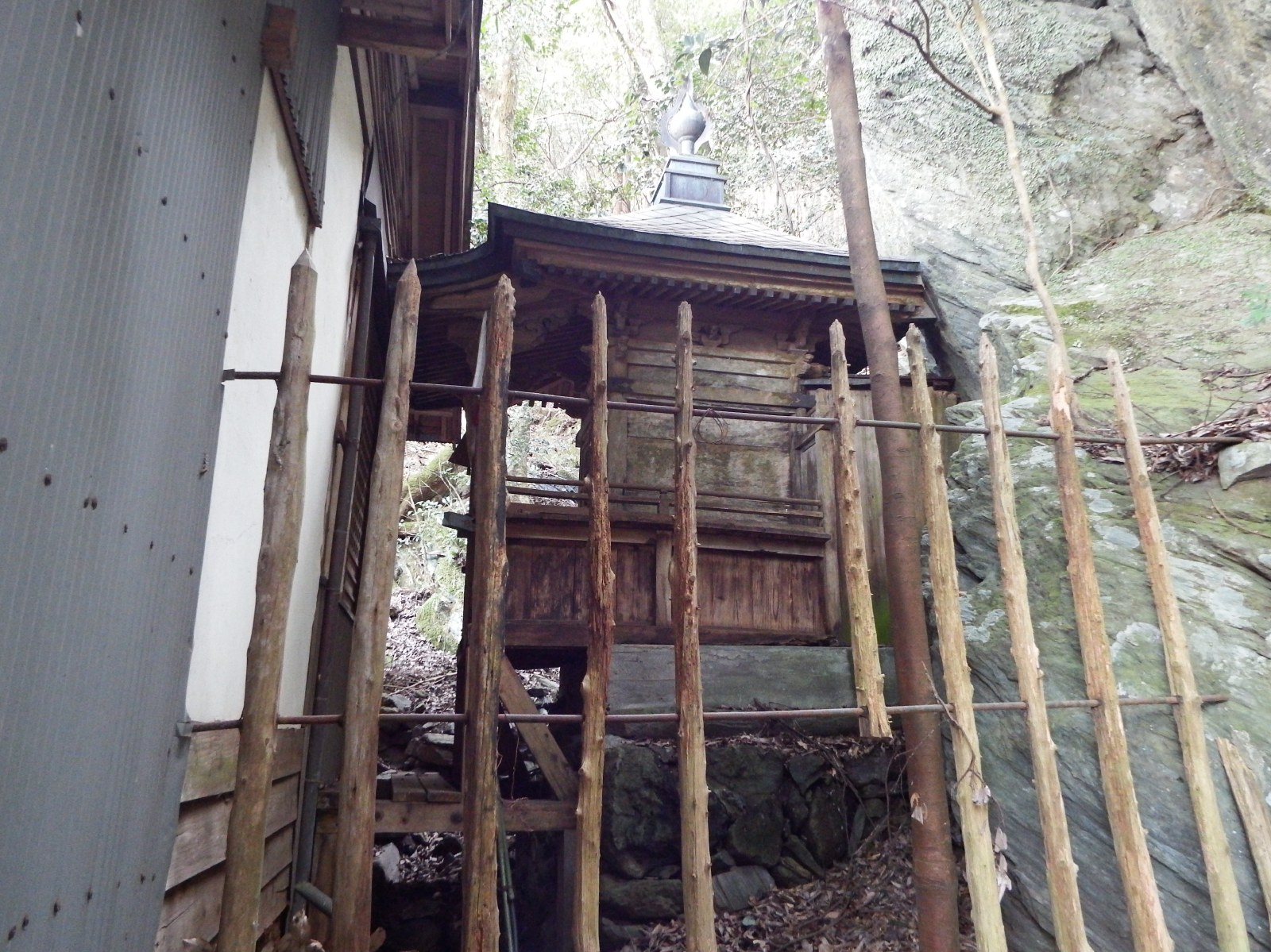
加茂不動院の本堂奥殿
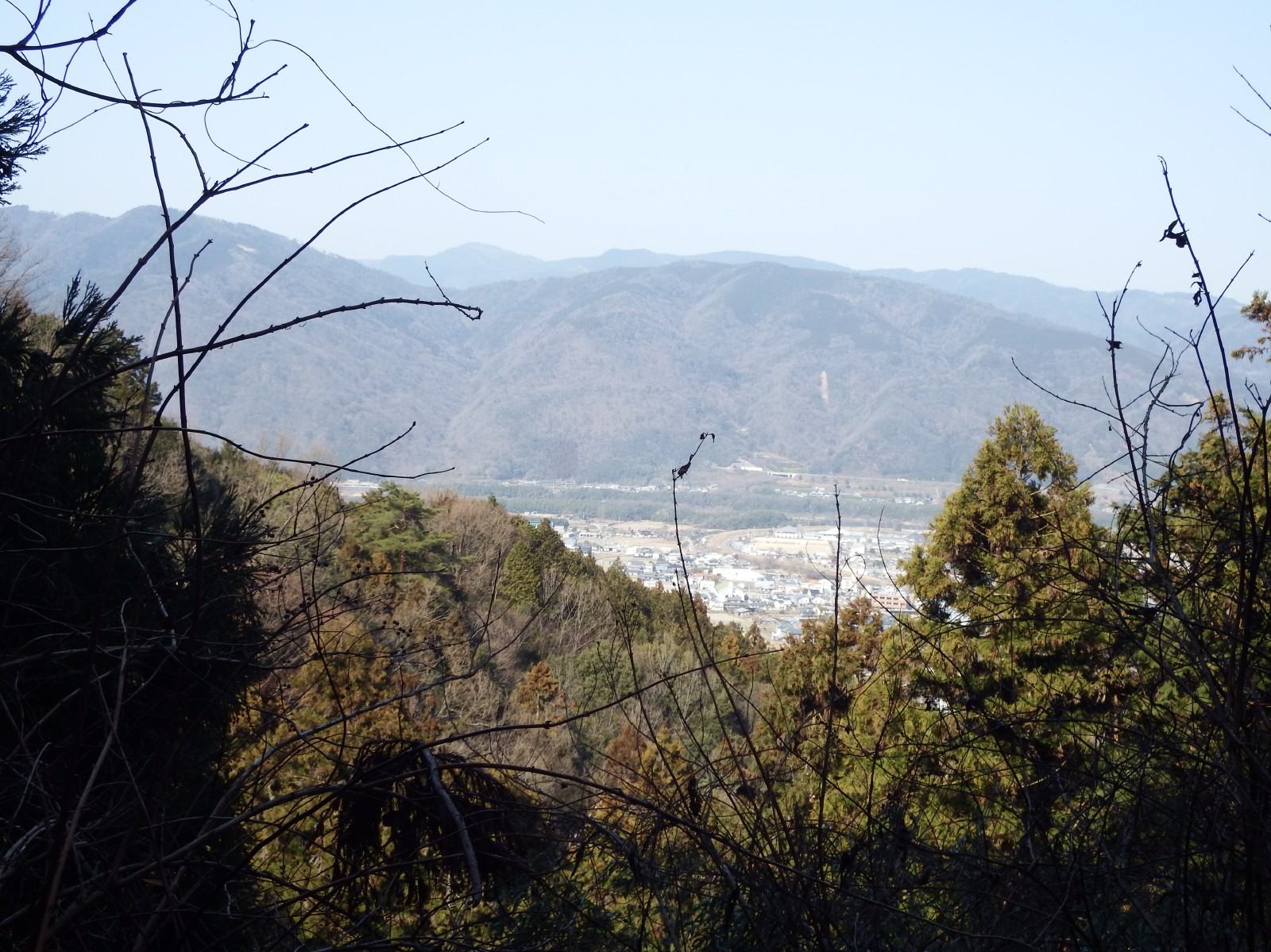
加茂不動院からの景色
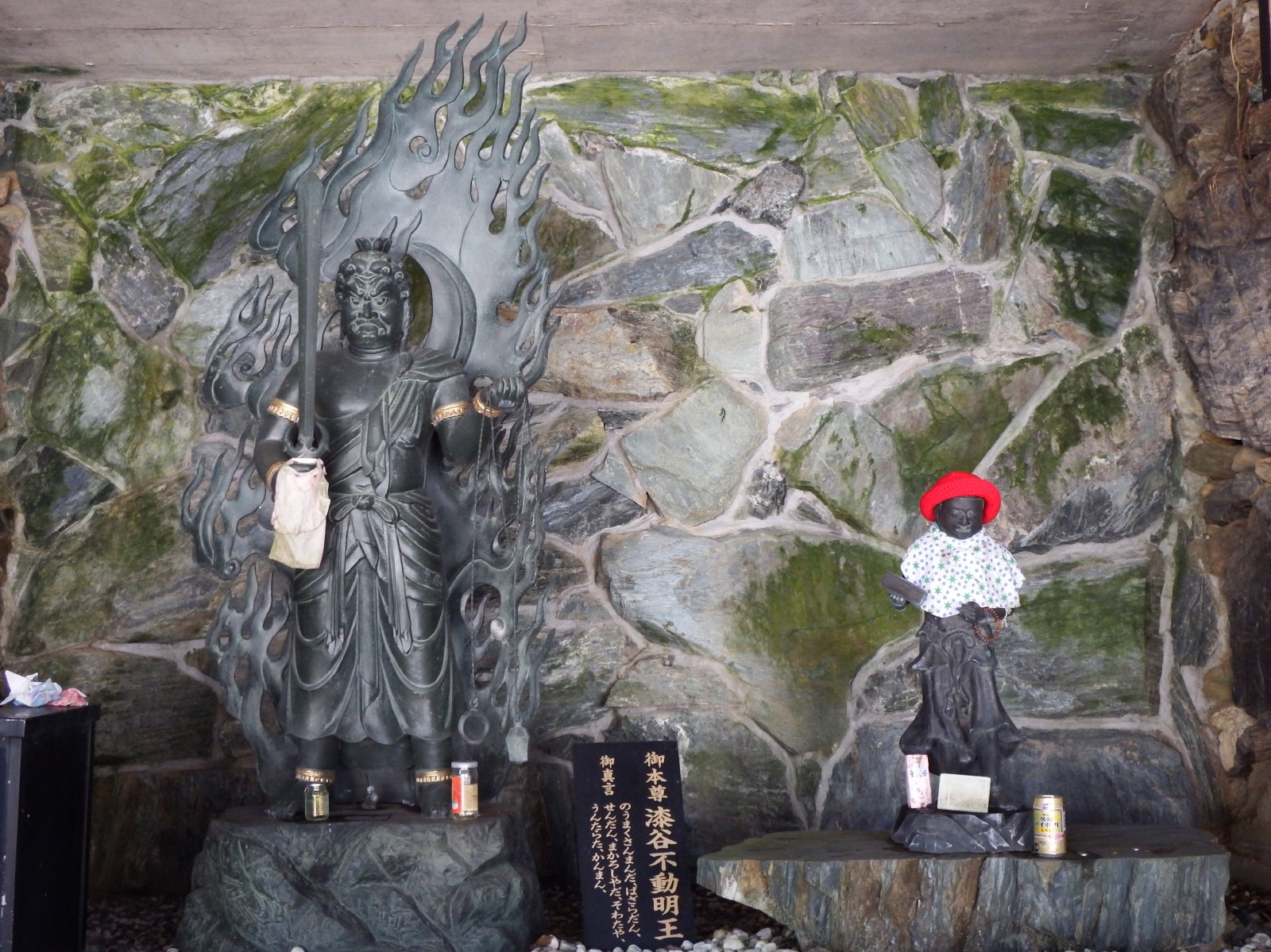
福性寺にある加茂不動院遥拝所
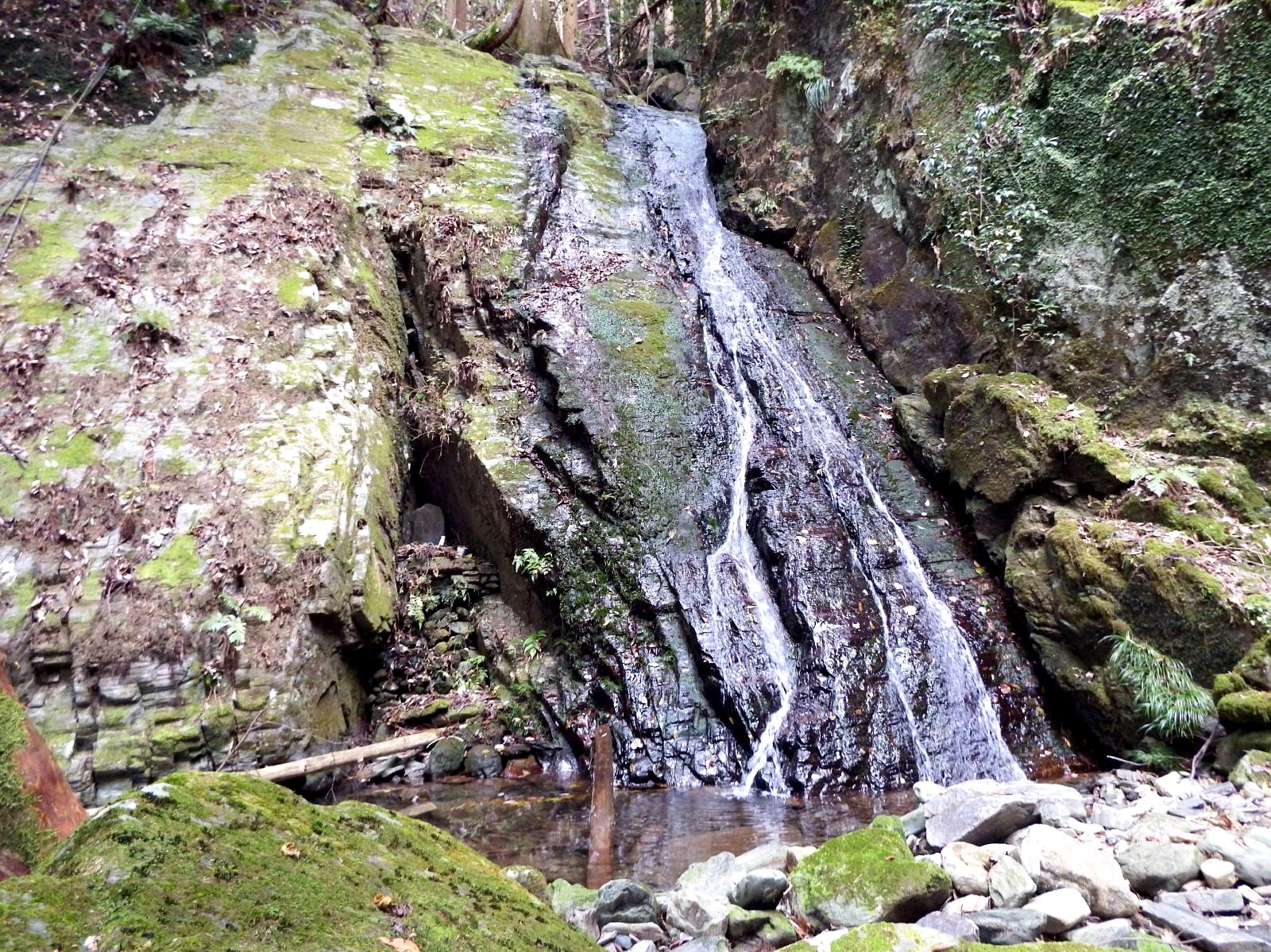
神通の滝

### 前後の札所
四国三十六不動霊場
6番 不動院 --(10km)-- 7番 福性寺 --(4.5km)-- 8番 長善寺

## 交通
- JR徳島線「阿波加茂駅」より徒歩で約20分。車で約5分。